# Taxus cuspidata
El Taxus cuspidata (tejo japonés) es un miembro del género Taxus nativo de Corea, Japón y este de China y Rusia.

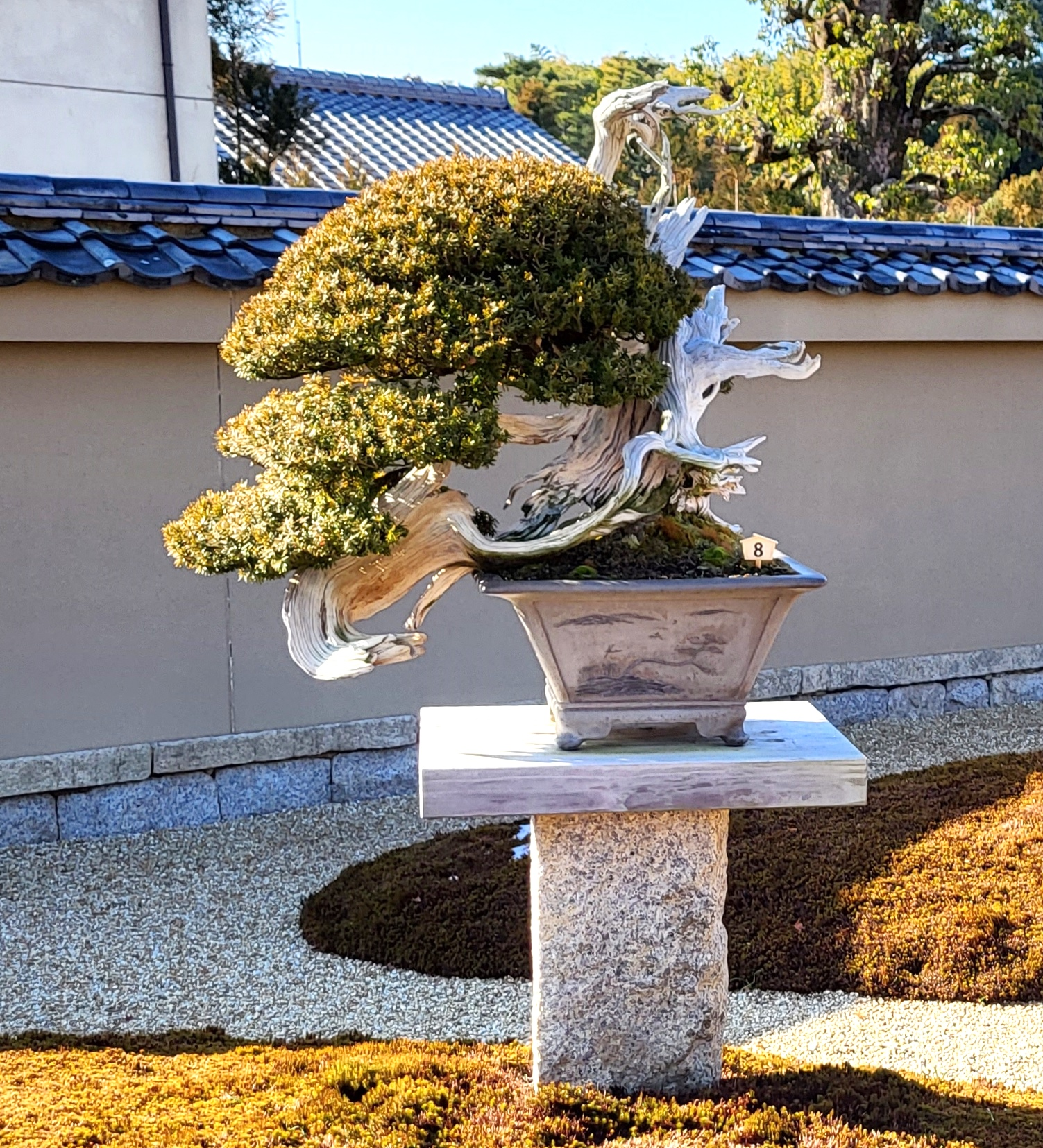
Taxus cuspidata como bonsái. La edad estimada de este árbol es de 500 años. Jardín Hoshun-in del templo Daitoku-ji en Kioto, Japón.

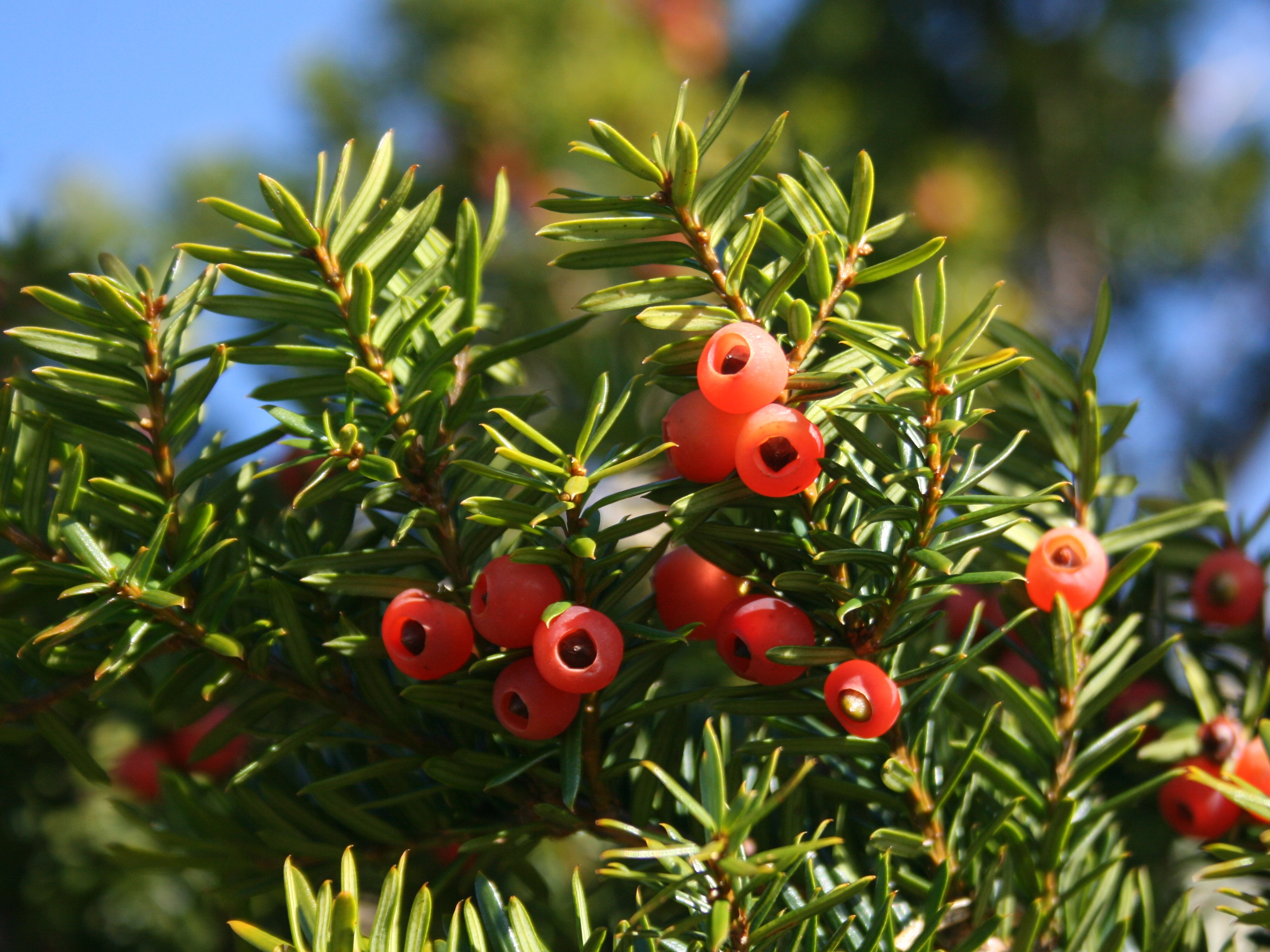
Frutos

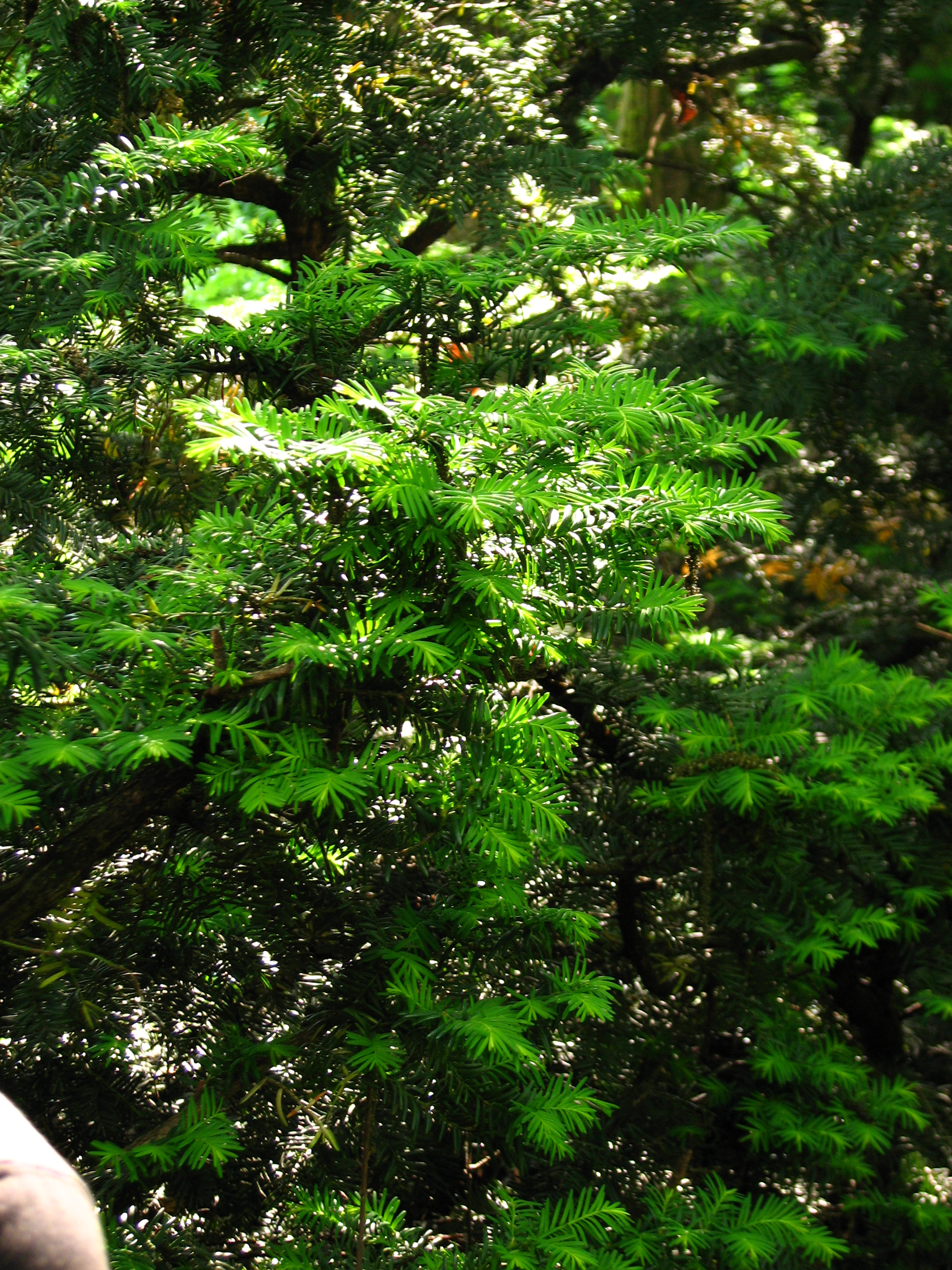
Vista de la planta

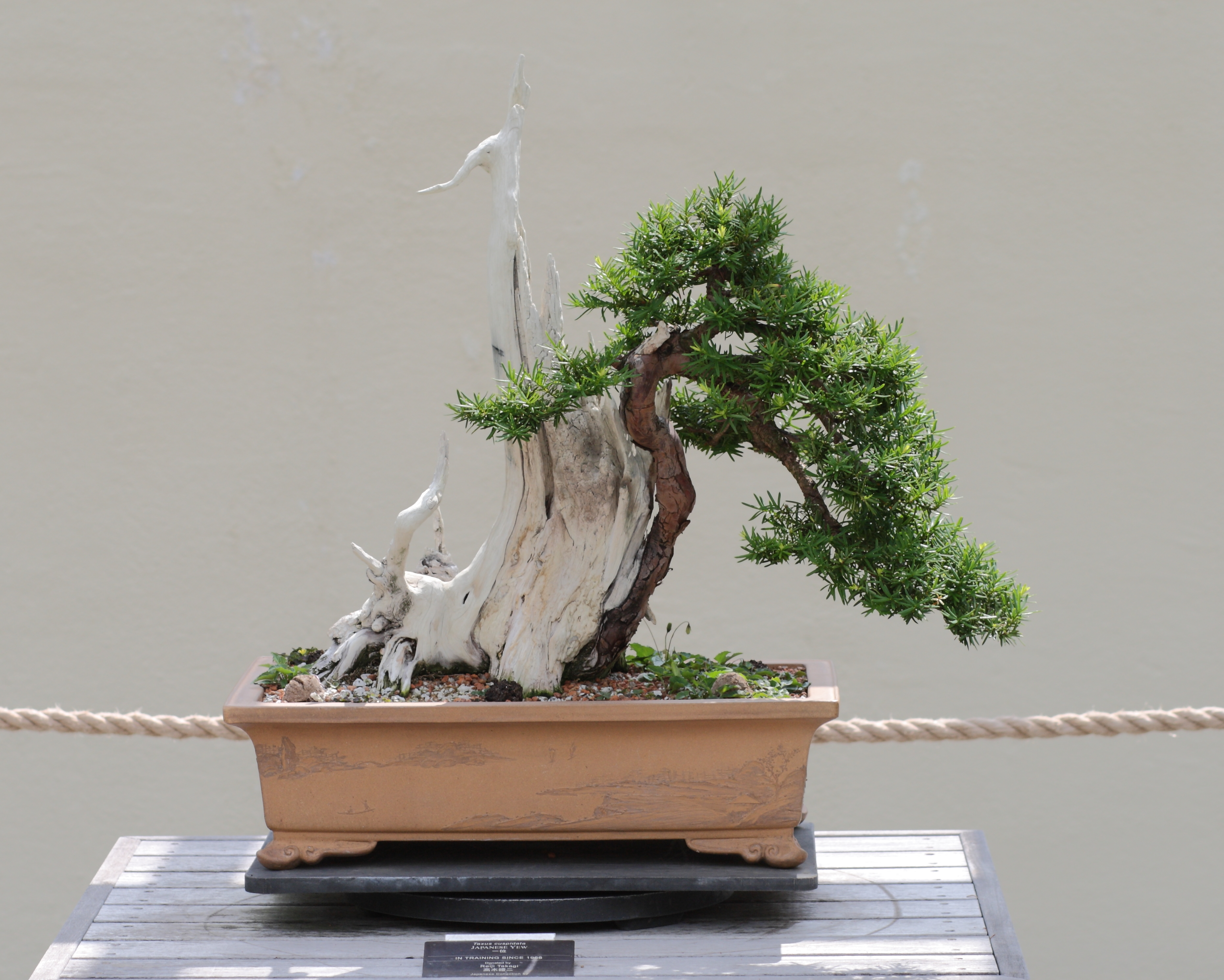
Como bonsái

## Descripción
Es un árbol de tipo perennifolio de entre 10 m y 18 m de alto, con un tronco de alrededor 60 cm de diámetro. Las hojas son lanceoladas, planas, de color verde oscuro, de 1-3 cm de largo y 2-3 mm de ancho, dispuestas en espiral sobre el tallo, pero con las bases de las hojas retorcidas para alinear las hojas en dos filas aplanada a cada lado.
Los conos de semillas están muy modificados, cada cono que contiene una sola semilla de 4-8 mm de largo, en parte rodeado por una escala modificada que se transforma en un rojo brillante estructura blanda, parecida a una baya llama un aril, 8-12 mm de largo y de ancho y abierto en el final. Los arilos son maduros 6-9 meses después de la polinización. Los árboles individuales se sabe que han sido 1.000 años de antigüedad.

## Usos
Se cultiva ampliamente en Asia oriental y el este de América del Norte como una planta ornamental. 
Todo el arbusto de tejo es lo suficientemente tóxico para matar a un caballo, a excepción de la baya carnosa que rodea la semilla. Para los perros, 2/5ths de una onza por cada 10 libras de peso corporal es letal. Por lo tanto, es aconsejable mantener los animales domésticos lejos de la planta.

## Taxonomía
Taxus cuspitata, fue descrita por Siebold & Zucc. y publicado en Abhandlungen der Mathematisch-Physikalischen Classe der Königlich Bayerischen Akademie der Wissenschaften 4(3): 232, pl. 3. 1846.
Etimología
Taxus: nombre genérico dado en latín al tejo.
cuspidata: epíteto latíno que significa "terminada en punta rígida"
Variedad aceptada
- Taxus cuspidata var. nana Rehder

Sinonimia
- Cephalotaxus umbraculifera Siebold ex Endl.
- Taxus baccata subsp. cuspidata (Siebold & Zucc.) Pilg.
- Taxus baccata var. cuspidata (Siebold & Zucc.) Carrière
- Taxus baccata var. latifolia Pilg.
- Taxus baccata var. microcarpa Trautv.
- Taxus biternata Spjut
- Taxus caespitosa Nakai
- Taxus umbraculifera (Siebold ex Endl.) C.Lawson
- Taxus umbraculifera var. microcarpa (Trautv.) Spjut[4][5]